# Arricau-Bordes
Arricau-Bordes település Franciaországban, Pyrénées-Atlantiques megyében. Lakosainak száma 105 fő (2022. január 1.). Arricau-Bordes Vialer, Aurions-Idernes, Cadillon, Castillon (Lembeye kanton), Gayon és Séméacq-Blachon községekkel határos.

## Népesség
A település népességének változása:
| Lakosok száma | 108  | 108  | 108  | 108  | 108  | 107  | 106  | 105  |
|               | 2013 | 2015 | 2017 | 2018 | 2019 | 2020 | 2021 | 2022 |